# Жан II де Бургонь
Жан II де Бургонь (де Бургонь-Конте, де Бургонь-Шалон) (фр. Jean II de Bourgogne) (ок. 1340—1373) — граф Водемона и сеньор Жуанвиля (1367—1373, по правам жены), сеньор Монтагю, Фонтенуа, Аманса и т. д.

## Биография
Сын Анри де Шалона, сеньора де Монтагю, и Изабеллы де Туар. Правнук (по прямой мужской линии) Гуго де Шалона (1220—1266), пфальцграфа Бургундии.
В 1360 году во главе отряда из 500 всадников и оруженосцев участвовал в войне с англичанами в составе войска герцога Бара Роберта I.
В 1362 году после смерти бездетного герцога Бургундии Филиппа Руврского предъявил наследственные права на графство Бургундия и захватил города Гре и Жюссе, где был встречен с восторгом. Но местные бароны во главе с Анри де Монбельяром поддержали Маргариту Фландрскую — другую претендентку, и через 3 месяца Жан II де Бургонь был вынужден увести свой отряд.
В 1372 году участвовал в экспедиции в Гиень против англичан в составе войска бургундского герцога. В том же году и начале следующего участвовал в феодальной войне, которую герцог Бара Роберт I вёл со своим родственником — Пьером де Бар, сеньором де Пьерфор.

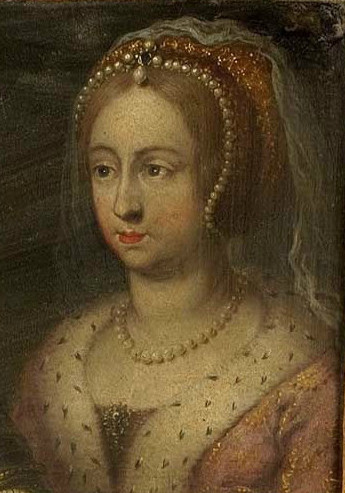
Маргарита де Жуанвиль

Первым браком (заключен не позднее 1361 г.) был женат на Марии де Шатовиллен, даме д’Арк-ан-Барруа и де Нёйли, дочери Жана III де Шатовиллена и Маргариты де Нуайе. Овдовел в конце 1366 года. Согласно завещанию жены пожизненно сохранил за собой её сеньории.
В начале 1367 года женился на 11-летней Маргарите де Жуанвиль (1356—1417), графине Водемона, даме де Жуанвиль, дочери Анри де Жуанвиля и Марии Люксембургской. Привёл в порядок её владения, пострадавшие во время войны.
Умер в Амансе 6 декабря 1373 года. Его сеньории Монтагю, Фонтенуа, Аманс и т. д. унаследовала сестра — Маргарита де Бургонь (ум. 1400), жена Тибо VII, сеньора де Нёвшатель-ан-Бургонь.